# Chang Hao (nuotatrice artistica)
Chang Hao (常昊S, Cháng HàoP; Pechino, 28 aprile 1997) è una nuotatrice artistica cinese.

## Palmarès
- Giochi olimpici

Parigi 2024: oro nella gara a squadre.
- Mondiali

Budapest 2017: oro nel libero combinato, argento nella gara a squadre (programma libero).
Gwangju 2019: argento nella gara a squadre (programma libero) e nel libero combinato.
Budapest 2022: oro nella gara a squadre (programma tecnico) e nella gara a squadre (programma libero).
Fukuoka 2023: oro nella gara a squadre (programma libero) e nel libero combinato.
Doha 2024: oro nella gara a squadre acrobatico, nella gara a squadre (programma tecnico) e nella gara a squadre (programma libero).
Singapore 2025: oro nella gara a squadre (programma tecnico), nella gara a squadre (programma libero) e nel libero combinato.
- Giochi asiatici

Giacarta 2018: oro nella gara a squadre.
- Campionati asiatici

Tokyo 2016: argento nella gara a squadre (programma tecnico), nel libero combinato e nell'highlight.
- Mondiali giovanili

Tampere 2014: bronzo nella gara a squadre e nel libero combinato.

### Coppa del Mondo
- 7 podi:
  - 5 vittorie (5 nella gara a squadre)
  - 1 secondo posto (1 nella gara a squadre)
  - 1 terzo posto (1 nella gara a squadre)

#### Coppa del mondo - vittorie
| Data           | Luogo       | Paese   | Disciplina      |
| -------------- | ----------- | ------- | --------------- |
| 5 maggio 2023  | Montpellier | Francia | Team tecnico    |
| 6 aprile 2024  | Pechino     | Cina    | Team libero     |
| 13 giugno 2025 | Xi'an       | Cina    | Team tecnico    |
| 14 giugno 2025 | Xi'an       | Cina    | Team libero     |
| 15 giugno 2025 | Xi'an       | Cina    | Team acrobatico |